# Kejsarens Cup
Kejsarens Cup (japanska: 天皇杯 Tennōhai), Kejsarpokalen, är en japansk fotbollsturnering där lag från hela Japan deltar. Första omgången brukar oftast bestå av lag från olika universitet samt lag från diverse företag. I andra omgången går lag från JFL (semi-proffsligan) med i turneringen. Till den tredje omgången går lag från proffsligan J-League med, men bara lag från J2. Lag från J1 går med först i den fjärde omgången, då det spelas 16-delsfinaler.
I Emperors Cup spelas inte matcherna på hemma- och på bortplan, utan endast en och avgörande match på en förbestämd arena. Arenan brukar oftast vara i närheten av något av lagen, men ibland blir det även långt bort för båda.
Turneringen spelas mellan mitten av september fram till den 1 januari, då finalen spelas. Finalen spelas alltid på Olympiastadion i Tokyo.

## Tidigare vinnare
Lagnamn i fetstil markerar att man även segrade i ligan det året. Lagnamn i kursivt indikerar klubbar från lägre divisioner.
| År      | Vinnare                                                   | Finalresultat                                             | Finalmotståndare                                          | Finalarena                                                | Antal lag                                                 |
| ------- | --------------------------------------------------------- | --------------------------------------------------------- | --------------------------------------------------------- | --------------------------------------------------------- | --------------------------------------------------------- |
| 1921    | Tokyo Shukyu-dan                                          | 1–0                                                       | Mikage Shukyu-dan (Kobe)                                  | Hibiya Park                                               | 4                                                         |
| 1922    | Nagoya Shukyu-dan                                         | 1–0                                                       | Hiroshima Koto-shihan                                     | Toshima-shihan Ground                                     | 4                                                         |
| 1923    | Astra Club (Tokyo)                                        | 2–1                                                       | Nagoya Shukyu-dan                                         | Tokyo Koto-shihan Ground                                  | 4                                                         |
| 1924    | Rijo Shukyu Football Club (Hiroshima)                     | 1–0                                                       | All Mikage Shihan Club (Kobe)                             | Meiji Jingu Stadium                                       | 4                                                         |
| 1925    | Rijo Shukyu Football Club (Hiroshima)                     | 3–0                                                       | Imperial University of Tokyo                              | Meiji Jingu Stadium                                       | 6                                                         |
| 1926    | Inställd p.g.a. kejsaren Taishōs död                      | Inställd p.g.a. kejsaren Taishōs död                      | Inställd p.g.a. kejsaren Taishōs död                      | Inställd p.g.a. kejsaren Taishōs död                      | Inställd p.g.a. kejsaren Taishōs död                      |
| 1927    | Kobe-Ichi Junior High School Club                         | 2–0                                                       | Rijo Shukyu Football Club (Hiroshima)                     | Meiji Jingu Stadium                                       | 8                                                         |
| 1928    | Wasedauniversitetet                                       | 6–1                                                       | Kyoto universitet                                         | Meiji Jingu Stadium                                       | 7                                                         |
| 1929    | Kwangaku Club                                             | 3–0                                                       | Hosei University                                          | Meiji Jingu Stadium                                       | 8                                                         |
| 1930    | Kwangaku Club                                             | 3–0                                                       | Keio BRB                                                  | Koshien-minami Ground                                     | 4                                                         |
| 1931    | Imperial Univ. of Tokyo LB                                | 3–0                                                       | Kobun Junior High School (Taiwan)                         | Meiji Jingu Stadium                                       | 7                                                         |
| 1932    | Keio Club                                                 | 5–1                                                       | Yoshino Club (Nagoya)                                     | Koshien-minami Ground                                     | 3                                                         |
| 1933    | Tokyo Old Boys Club                                       | 4–1                                                       | Sendai Soccer Club                                        | Meiji Jingu Stadium                                       | 8                                                         |
| 1934    | Ingen turnering p.g.a. Fjärranösternmästerskapen i Manila | Ingen turnering p.g.a. Fjärranösternmästerskapen i Manila | Ingen turnering p.g.a. Fjärranösternmästerskapen i Manila | Ingen turnering p.g.a. Fjärranösternmästerskapen i Manila | Ingen turnering p.g.a. Fjärranösternmästerskapen i Manila |
| 1935    | Kyungsung FC                                              | 6–1                                                       | Tokyo Bunri University                                    | Meiji Jingu Stadium                                       | 6                                                         |
| 1936    | Keio BRB                                                  | 3–2                                                       | Bosung College (Seoul)                                    | Army Toyama Ground                                        | 5                                                         |
| 1937    | Keio University                                           | 3–0                                                       | Kobe University of Commerce                               | Meiji Jingu Stadium                                       | 4                                                         |
| 1938    | Waseda University                                         | 4–1                                                       | Keio University                                           | Meiji Jingu Stadium                                       | 5                                                         |
| 1939    | Keio BRB                                                  | 3–2                                                       | Wasedauniversitetet                                       | Meiji Jingu Stadium                                       | 8                                                         |
| 1940    | Keio BRB                                                  | 1–0                                                       | Wasedauniversitetet                                       | Meiji Jingu Stadium                                       | 8                                                         |
| 1941–45 | Inställd p.g.a andra världskriget                         | Inställd p.g.a andra världskriget                         | Inställd p.g.a andra världskriget                         | Inställd p.g.a andra världskriget                         | Inställd p.g.a andra världskriget                         |
| 1946    | University of Tokyo LB                                    | 3–2                                                       | Kobe University of Economics                              | Tokyo Imperial Univ. Gotenshita Stadium                   | 12                                                        |
| 1947–48 | Inställd p.g.a. andra världskrigets följer                | Inställd p.g.a. andra världskrigets följer                | Inställd p.g.a. andra världskrigets följer                | Inställd p.g.a. andra världskrigets följer                | Inställd p.g.a. andra världskrigets följer                |
| 1949    | University of Tokyo LB                                    | 3–2                                                       | Kandai Club                                               | Waseda Univ. Higashifushimi Ground                        | 5                                                         |
| 1950    | All Kwangaku                                              | 6–1                                                       | Keio University                                           | Kariya City Stadium                                       | 16                                                        |
| 1951    | Keio BRB                                                  | 3–2                                                       | Osaka Club                                                | Miyagino Soccer Stadium (Sendai)                          | 14                                                        |
| 1952    | All Keio                                                  | 6–2                                                       | Osaka Club                                                | Fujieda Higashi High School                               | 16                                                        |
| 1953    | All Kwangaku                                              | 5–4 (EF)                                                  | Osaka Club                                                | Nishikyogoku Stadium                                      | 16                                                        |
| 1954    | Keio BRB                                                  | 5–3                                                       | Toyo Industries                                           | Yamanashi Prefectural Stadium (Kofu)                      | 16                                                        |
| 1955    | All Kwangaku                                              | 4–2                                                       | Chuo University Club                                      | Nishinomiya Stadium                                       | 16                                                        |
| 1956    | Keio BRB                                                  | 4–2                                                       | Yawata Steel                                              | Omiya Athletic Stadium                                    | 16                                                        |
| 1957    | Chuo University Club                                      | 1–0                                                       | Toyo Industries                                           | Kokutaiji High School (Hiroshima)                         | 16                                                        |
| 1958    | Kwangaku Club                                             | 1–0                                                       | Yawata Steel                                              | Fujieda Higashi High School                               | 16                                                        |
| 1959    | Kwangaku Club                                             | 1–0                                                       | Chuo University                                           | koishikawa Football Stadium                               | 16                                                        |
| 1960    | Furukawa Electric                                         | 4–0                                                       | Keio BRB                                                  | Osaka Utsubo Soccer Stadium                               | 16                                                        |
| 1961    | Furukawa Electric                                         | 3–2                                                       | Chuo University                                           | Fujieda Higashi High School                               | 16                                                        |
| 1962    | Chuo University                                           | 2–1                                                       | Furukawa Electric                                         | Kyoto Nishikyogoku Stadium                                | 16                                                        |
| 1963    | Wasedauniversitetet                                       | 2–1                                                       | Hitachi Ltd.                                              | Kobe Oji Stadium                                          | 7                                                         |
| 1964    | Yawata Steel & Furukawa Electric                          | 0–0 (EF)                                                  | ingen (delad titel)                                       | Kobe Oji Stadium                                          | 10                                                        |
| 1965    | Toyo Industries                                           | 3–2                                                       | Yawata Steel                                              | Tokyo Komazawa Stadium                                    | 8                                                         |
| 1966    | Wasedauniversitetet                                       | 3–2 (EF)                                                  | Toyo Industries                                           | Tokyo Komazawa Stadium                                    | 8                                                         |
| 1967    | Toyo Industries                                           | 1–0                                                       | Mitsubishi Heavy Industries                               | Tokyos Olympiastadion                                     | 8                                                         |
| 1968    | Yanmar Diesel                                             | 1–0                                                       | Mitsubishi Heavy Industries                               | Tokyos Olympiastadion                                     | 8                                                         |
| 1969    | Toyo Industries                                           | 4–1                                                       | Rikkyo University                                         | Tokyos Olympiastadion                                     | 8                                                         |
| 1970    | Yanmar Diesel                                             | 2–1 (EF)                                                  | Toyo Industries                                           | Tokyos Olympiastadion                                     | 8                                                         |
| 1971    | Mitsubishi Heavy Industries                               | 3–1                                                       | Yanmar Diesel                                             | Tokyos Olympiastadion                                     | 8                                                         |
| 1972    | Hitachi Ltd.                                              | 2–1                                                       | Yanmar Diesel                                             | Tokyos Olympiastadion                                     | 75                                                        |
| 1973    | Mitsubishi Heavy Industries                               | 2–1                                                       | Hitachi Ltd.                                              | Tokyos Olympiastadion                                     | 807                                                       |
| 1974    | Yanmar Diesel                                             | 2–1                                                       | Eidai Industries                                          | Tokyos Olympiastadion                                     | 1 105                                                     |
| 1975    | Hitachi Ltd.                                              | 2–0                                                       | Fujita Industries                                         | Tokyos Olympiastadion                                     | 1 298                                                     |
| 1976    | Furukawa Electric                                         | 4–1                                                       | Yanmar Diesel                                             | Tokyos Olympiastadion                                     | 1 358                                                     |
| 1977    | Fujita Industries                                         | 4–1                                                       | Yanmar Diesel                                             | Tokyos Olympiastadion                                     | 1 421                                                     |
| 1978    | Mitsubishi Heavy Industries                               | 1–0                                                       | Toyo Industries                                           | Tokyos Olympiastadion                                     | 1 481                                                     |
| 1979    | Fujita Industries                                         | 2–1                                                       | Mitsubishi Heavy Industries                               | Tokyos Olympiastadion                                     | 1 494                                                     |
| 1980    | Mitsubishi Heavy Industries                               | 1–0                                                       | Tanabe Pharmaceutical                                     | Tokyos Olympiastadion                                     | 1 474                                                     |
| 1981    | Nippon Kokan                                              | 2–0                                                       | Yomiuri FC                                                | Tokyos Olympiastadion                                     | 1 569                                                     |
| 1982    | Yamaha Motor Company                                      | 0–0 (1–0, omspel)                                         | Fujita Industries                                         | Tokyos Olympiastadion                                     | 1 567                                                     |
| 1983    | Nissan Motor Company                                      | 2–0                                                       | Yanmar Diesel                                             | Tokyos Olympiastadion                                     | 1 565                                                     |
| 1984    | Yomiuri FC                                                | 2–0                                                       | Furukawa Electric                                         | Tokyos Olympiastadion                                     | 1 476                                                     |
| 1985    | Nissan Motor Company                                      | 2–0                                                       | Fujita Industries                                         | Tokyos Olympiastadion                                     | 1 498                                                     |
| 1986    | Yomiuri FC                                                | 2–1                                                       | Nippon Kokan                                              | Tokyos Olympiastadion                                     | 1 612                                                     |
| 1987    | Yomiuri FC                                                | 2–0                                                       | Mazda Soccer Club                                         | Tokyos Olympiastadion                                     | 1 690                                                     |
| 1988    | Nissan Motor Company                                      | 3–2 (EF)                                                  | Fujita Industries                                         | Tokyos Olympiastadion                                     | 1 786                                                     |
| 1989    | Nissan Motor Company                                      | 3–2                                                       | Yamaha Motor Company                                      | Tokyos Olympiastadion                                     | 1 737                                                     |
| 1990    | Matsushita Electric Industrial                            | 0–0 (4–3 str)                                             | Nissan Motor Company                                      | Tokyos Olympiastadion                                     | 1 776                                                     |
| 1991    | Nissan Motor Company                                      | 4–2 (EF)                                                  | Yomiuri FC                                                | Tokyos Olympiastadion                                     | 1 872                                                     |
| 1992    | Yokohama F. Marinos                                       | 2–1 (EF)                                                  | Verdy Kawasaki                                            | Tokyos Olympiastadion                                     | 2 452                                                     |
| 1993    | Yokohama Flügels                                          | 6–2 (EF)                                                  | Kashima Antlers                                           | Tokyos Olympiastadion                                     | 2 511                                                     |
| 1994    | Bellmare Hiratsuka                                        | 2–0                                                       | Cerezo Osaka                                              | Tokyos Olympiastadion                                     | 2 792                                                     |
| 1995    | Nagoya Grampus Eight                                      | 3–0                                                       | Sanfrecce Hiroshima                                       | Tokyos Olympiastadion                                     | 2 800                                                     |
| 1996    | Verdy Kawasaki                                            | 3–0                                                       | Sanfrecce Hiroshima                                       | Tokyos Olympiastadion                                     | ?                                                         |
| 1997    | Kashima Antlers                                           | 3–0                                                       | Yokohama Flügels                                          | Tokyos Olympiastadion                                     | 6 107                                                     |
| 1998    | Yokohama Flügels                                          | 2–1                                                       | Shimizu S-Pulse                                           | Tokyos Olympiastadion                                     | 6 317                                                     |
| 1999    | Nagoya Grampus Eight                                      | 2–0                                                       | Sanfrecce Hiroshima                                       | Tokyos Olympiastadion                                     | 6 516                                                     |
| 2000    | Kashima Antlers                                           | 3–2 (EF)                                                  | Shimizu S-Pulse                                           | Tokyos Olympiastadion                                     | 6 578                                                     |
| 2001    | Shimizu S-Pulse                                           | 3–2                                                       | Cerezo Osaka                                              | Tokyos Olympiastadion                                     | 6 306                                                     |
| 2002    | Kyoto Purple Sanga                                        | 2–1                                                       | Kashima Antlers                                           | Tokyos Olympiastadion                                     | 6 418                                                     |
| 2003    | Júbilo Iwata                                              | 1–0                                                       | Cerezo Osaka                                              | Tokyos Olympiastadion                                     | 6 849                                                     |
| 2004    | Tokyo Verdy 1969                                          | 2–1                                                       | Júbilo Iwata                                              | Tokyos Olympiastadion                                     | 6 685                                                     |
| 2005    | Urawa Red Diamonds                                        | 2–1                                                       | Shimizu S-Pulse                                           | Tokyos Olympiastadion                                     | 5 918                                                     |
| 2006    | Urawa Red Diamonds                                        | 1–0                                                       | Gamba Osaka                                               | Tokyos Olympiastadion                                     | 6 390                                                     |
| 2007    | Kashima Antlers                                           | 2–0                                                       | Sanfrecce Hiroshima                                       | Tokyos Olympiastadion                                     | 6 161                                                     |
| 2008    | Gamba Osaka                                               | 1–0 (EF)                                                  | Kashiwa Reysol                                            | Tokyos Olympiastadion                                     | 5 948                                                     |
| 2009    | Gamba Osaka                                               | 4–1                                                       | Nagoya Grampus                                            | Tokyos Olympiastadion                                     | ?                                                         |
| 2010    | Kashima Antlers                                           | 2–1                                                       | Shimizu S-Pulse                                           | Tokyos Olympiastadion                                     | ?                                                         |
| 2011    | FC Tokyo                                                  | 4–2                                                       | Kyoto Sanga FC                                            | Tokyos Olympiastadion                                     | ?                                                         |
| 2012    | Kashiwa Reysol                                            | 1–0                                                       | Gamba Osaka                                               | Tokyos Olympiastadion                                     | 4 927                                                     |
| 2013    | Yokohama F. Marinos                                       | 2–0                                                       | Sanfrecce Hiroshima                                       | Tokyos Olympiastadion                                     | ?                                                         |
| 2014    | Gamba Osaka                                               | 3–1                                                       | Montedio Yamagata                                         | International Stadium Yokohama                            | ?                                                         |
| 2015    | Gamba Osaka                                               | 2–1                                                       | Urawa Red Diamonds                                        | Ajinomoto Stadium                                         | ?                                                         |
| 2016    | Kashima Antlers                                           | 2–1 (EF)                                                  | Kawasaki Frontale                                         | Suita City Football Stadium                               | ?                                                         |
| 2017    | Cerezo Osaka                                              | 2–1 (EF)                                                  | Yokohama F. Marinos                                       | Saitama Stadium 2002                                      | ?                                                         |
| 2018    | Urawa Red Diamonds                                        | 1–0                                                       | Vegalta Sendai                                            | Saitama Stadium 2002                                      | ?                                                         |